# Arrondissement di Bainet
L'arrondissement di Bainet è un arrondissement di Haiti facente parte del dipartimento del Sud-Est. Il capoluogo è Bainet.

## Geografia antropica

### Suddivisioni amministrative
L'arrondissement di Bainet comprende 2 comuni:
- Bainet
- Côte-de-Fer